# Zephyrs de Muskegon
Les Zephyrs de Muskegon sont une franchise de hockey sur glace ayant évolué dans la Ligue internationale de hockey.

## Historique
L'équipe est créée en 1960 à Muskegon au Michigan et fait partie de la LIH durant 5 saisons. Durant leurs quatre premières saisons dans la LIH, les Zephyrs sont dirigés par Morris Lallo qui est également joueur. Sous sa gouverne, les Zephyrs remportent la Coupe Turner en 1962. Lors de l'été 1964, Lallo est remplacé par Lorne Davis.
La saison suivante, la concession est vendue et prend le nom de Mohawks de Muskegon.
De 1960 à 2001, la franchise est connue sous quatre appellations :
- Zephyrs de Muskegon
- Mohawks de Muskegon
- Lumberjacks de Muskegon
- Lumberjacks de Cleveland

## Statistiques
| No | Saison    | PJ | V  | D  | N | BP  | BC  | Pts | Classement           | Séries éliminatoires        | Entraîneur   |
| -- | --------- | -- | -- | -- | - | --- | --- | --- | -------------------- | --------------------------- | ------------ |
| 1  | 1960-1961 | 70 | 25 | 41 | 4 | 243 | 319 | 54  | 3e rang division Est | Finaliste                   | Morris Lallo |
| 2  | 1961-1962 | 68 | 43 | 23 | 2 | 334 | 242 | 88  | 1er rang LIH         | Champion de la Coupe Turner | Morris Lallo |
| 3  | 1962-1963 | 70 | 34 | 31 | 5 | 328 | 326 | 73  | 3e rang LIH          | Éliminé au 1er tour         | Morris Lallo |
| 4  | 1963-1964 | 70 | 31 | 36 | 3 | 298 | 312 | 65  | 6e rang LIH          | Non qualifié                | Morris Lallo |
| 5  | 1964-1965 | 70 | 22 | 45 | 3 | 320 | 385 | 47  | 6e rang LIH          | Non qualifié                | Lorne Davis  |